# Liquido

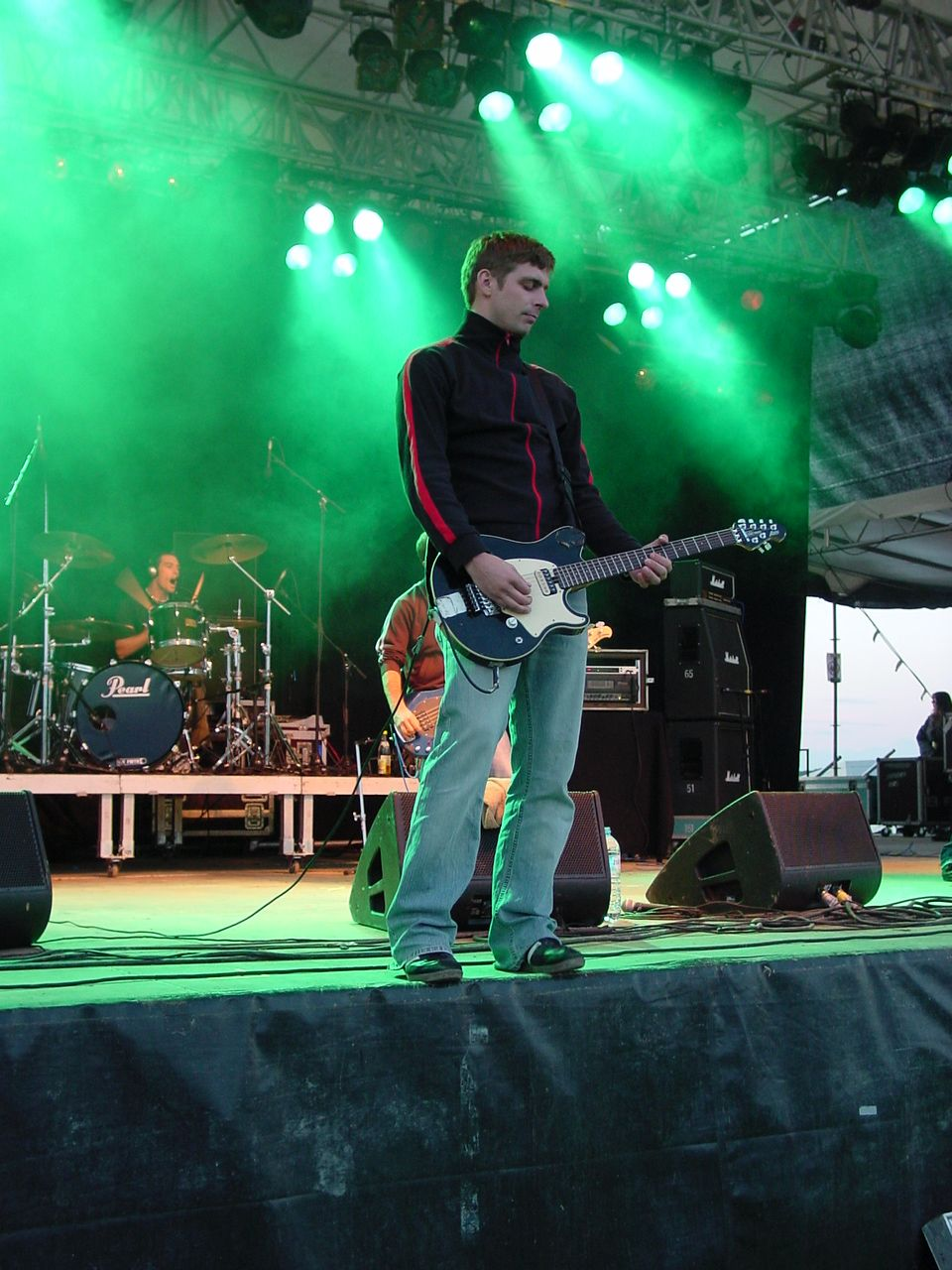
Sänger und Gitarrist Wolfgang Schrödl (2003)

Liquido war eine deutsche Rockband aus Sinsheim und Umgebung. Weltweit bekannt wurde die Band mit dem Song Narcotic, von dem sie alleine in Deutschland 700.000 Exemplare der CD-Singleversion verkaufen konnte.

## Geschichte
Liquido wurde 1996 von vier Freunden, die sich nach eigenen Aussagen aus der Grundschule bzw. aus dem Sandkasten kennen und gemeinsam in die Schule gingen, in Deutschland gegründet. Im selben Jahr wurde auf dem eigenen Label Seven Music die Single Narcotic veröffentlicht. Die Idee zu dem Song hatte Wolfgang Schrödl, der die Melodie auf einem alten Roland D70 Synthesizer entwickelte. Der erste und einzige größere Erfolg stellte sich 1998 ein, als Virgin Records Liquido unter Vertrag nahm und Narcotic neu auflegte. Von der Single wurden nach Aussage der Band in Deutschland 700.000 und weltweit 8 Millionen Einheiten verkauft.
Das Debütalbum Liquido wurde in zehn Ländern veröffentlicht. Es folgten ausverkaufte Tourneen, Preise und Nominierungen sowie Charterfolge in Europa, Asien, Südamerika und Australien. Bis zum Jahr 2003 entstanden zwei weitere Alben und etliche Singles, mit denen jedoch nicht mehr an den Erfolg von Narcotic angeknüpft werden konnte. 2003 wurde daraufhin im gegenseitigen Einvernehmen die Zusammenarbeit mit der Plattenfirma Virgin beendet.
2004 bekam Liquido dann ein neues Management und eine neue Booking-Agentur und unterschrieb einen Vertrag beim Label Nuclear Blast, welches eigentlich auf Metal spezialisiert ist. In der Folge wurden 2005 die Singles Ordinary Life und Love Me Love Me sowie das vierte Album Float veröffentlicht, doch auch hier konnte der Erfolg von Narcotic nicht wiederholt werden.
Das fünfte Album Zoomcraft der Band erschien am 14. März 2008. Vorab wurde die Single Gameboy am 22. Februar veröffentlicht. Die Singles Gameboy und On a Mission wurden nur online verkauft, das Album war im Laden erhältlich.
Ende Januar 2009 wurde auf der offiziellen Website mit der Trennung das Ende der Band bekanntgegeben.
2019 nahm Sänger Wolfgang Schrödl unter dem Künstlernamen Senex zusammen mit Younotus und Janieck eine neue Version von Narcotic auf, die es ein weiteres Mal in die Charts schaffte. Im Jahr darauf folgten die Solosingles Everybody Knows und Wake Up.

## Musikstil
Liquido spielten meist einen Mix aus Rock- und Popmusik, teilweise mit Elementen des Indie-Rock. Als Liquido mit ihrem Song Narcotic um 1999 einen kommerziellen Höhepunkt erreichten, schufen die Medien in Bezug auf die Band die Genre-Bezeichnung Pullunder-Pop. Damals war dieses Kleidungsstück innerhalb der Alternative-Rock-Szene in Mode. Im Videoclip zu Narcotic tragen die Bandmitglieder jeweils einen solchen Pullunder. Auf ihrem letzten Album Zoomcraft verwendeten Liquido mehr Elektro-Elemente.

## Nebenprojekte
Tim Eiermann und Wolfgang Maier waren bis 2000 in der deutschen Band Pyogenesis aktiv, auf deren Alben „Unpop“ und „Mono“ auch Wolfgang Schrödl als Gastmusiker zu hören ist.
Einzelne Bandmitglieder haben außerdem Soloprojekte namens LSD Underground (Maier), The Prophet’s Project (Schrödl), und Jedermann (Schrödl).
Zudem wirken bzw. wirkten sie jeweils in anderen Bands mit:
Deine Jugend (Maier, Eiermann), My Early Mustang (Maier, Eiermann), Cages. (Schulte-Holthaus, Schrödl), GUT (Eiermann) bzw. mit der gleichen Besetzung Unter Ferner liefen (Schulte-Holthaus, Schrödl).
Tim Eiermann ist auch tätig als Produzent, Komponist und Texter für Werbe- und Filmmusik u. a. für die Karlsberg-„Mixery“-Kampagne 2008 sowie Tuborg-, Heineken-, Ferrero- und Coca-Cola-Spots und den Titelsong der Bernd-Eichinger-Produktion Knallharte Jungs. 2014 spielte er für eine Show wieder bei Pyogenesis Gitarre.

## Diskografie

### Studioalben
| Jahr | Titel Musiklabel           | Höchstplatzierung, Gesamtwochen, AuszeichnungChartplatzierungen (Jahr, Titel, Musiklabel, Platzierungen, Wochen, Auszeichnungen, Anmerkungen) | Höchstplatzierung, Gesamtwochen, AuszeichnungChartplatzierungen (Jahr, Titel, Musiklabel, Platzierungen, Wochen, Auszeichnungen, Anmerkungen) | Höchstplatzierung, Gesamtwochen, AuszeichnungChartplatzierungen (Jahr, Titel, Musiklabel, Platzierungen, Wochen, Auszeichnungen, Anmerkungen) | Anmerkungen                           |
| Jahr | Titel Musiklabel           | DE | AT | CH | Anmerkungen                           |
| ---- | -------------------------- | --- | --- | --- | ------------------------------------- |
| 1999 | Liquido Virgin             | DE4 (19 Wo.)DE | AT2 (13 Wo.)AT | CH5 Gold · (17 Wo.)CH | Erstveröffentlichung: 22. Januar 1999 |
| 2000 | At the Rocks Virgin        | DE15 (8 Wo.)DE | AT38 (4 Wo.)AT | CH23 (7 Wo.)CH | Erstveröffentlichung: 28. Juli 2000   |
| 2002 | Alarm! Alarm! Virgin / EMI | — | — | — | Erstveröffentlichung: 6. Mai 2002     |
| 2005 | Float Nuclear Blast        | DE92 (1 Wo.)DE | AT60 (5 Wo.)AT | — | Erstveröffentlichung: 21. März 2005   |
| 2008 | Zoomcraft Nuclear Blast    | — | — | — | Erstveröffentlichung: 14. März 2008   |

### Kompilationen
- 2004: The Essential (Virgin)

### Singles
| Jahr | Titel Album                 | Höchstplatzierung, Gesamtwochen, AuszeichnungChartplatzierungen (Jahr, Titel, Album, Platzierungen, Wochen, Auszeichnungen, Anmerkungen) | Höchstplatzierung, Gesamtwochen, AuszeichnungChartplatzierungen (Jahr, Titel, Album, Platzierungen, Wochen, Auszeichnungen, Anmerkungen) | Höchstplatzierung, Gesamtwochen, AuszeichnungChartplatzierungen (Jahr, Titel, Album, Platzierungen, Wochen, Auszeichnungen, Anmerkungen) | Anmerkungen                            |
| Jahr | Titel Album                 | DE | AT | CH | Anmerkungen                            |
| ---- | --------------------------- | --- | --- | --- | -------------------------------------- |
| 1998 | Narcotic Liquido            | DE3 Platin · (31 Wo.)DE | AT1 Platin · (19 Wo.)AT | CH2 Gold · (24 Wo.)CH | Erstveröffentlichung: 31. August 1998  |
| 1999 | Doubledecker Liquido        | DE47 (10 Wo.)DE | — | CH35 (5 Wo.)CH | Erstveröffentlichung: 8. März 1999     |
| 2000 | Play Some Rock At the Rocks | DE54 (9 Wo.)DE | — | CH55 (14 Wo.)CH | Erstveröffentlichung: 5. Juni 2000     |
| 2005 | Ordinary Life Float         | DE73 (9 Wo.)DE | AT17 (20 Wo.)AT | CH91 (1 Wo.)CH | Erstveröffentlichung: 14. Februar 2005 |

Weitere Singles
- 1999: Clicklesley
- 2000: Made in California
- 2000: Tired
- 2002: Why Are You Leaving?
- 2002: Stay with Me
- 2005: Love Me, Love Me
- 2008: Gameboy
- 2008: On a Mission
- 2015: Narcotic Demo 1996

## Auszeichnungen für Musikverkäufe
| Goldene Schallplatte - Belgien - 1999: für die Single Narcotic - Italien - 2019: für die Single Narcotic |

Anmerkung: Auszeichnungen in Ländern aus den Charttabellen bzw. Chartboxen sind in ebendiesen zu finden.
| Land/RegionAuszeichnungen für Musikverkäufe (Land/Region, Auszeichnungen, Verkäufe, Quellen) | Gold     | Platin     | Verkäufe | Quellen           |
| -------------------------------------------------------------------------------------------- | -------- | ---------- | -------- | ----------------- |
| Belgien (BRMA)                                                                               | Gold1    | —          | 25.000   | ultratop.be       |
| Deutschland (BVMI)                                                                           | —        | Platin1    | 500.000  | musikindustrie.de |
| Italien (FIMI)                                                                               | Gold1    | —          | 25.000   | fimi.it           |
| Österreich (IFPI)                                                                            | —        | Platin1    | 50.000   | ifpi.at           |
| Schweiz (IFPI)                                                                               | 2× Gold2 | —          | 50.000   | hitparade.ch      |
| Insgesamt                                                                                    | 4× Gold4 | 2× Platin2 |          |                   |